# Palaemon ortmanni
Palaemon ortmanni är en kräftdjursart som beskrevs av M. J. Rathbun 1902. Palaemon ortmanni ingår i släktet Palaemon och familjen Palaemonidae. Inga underarter finns listade i Catalogue of Life.